# 吳煥章
吴焕章（1902年5月29日—1988年1月11日），嫩江省大赉县（今吉林省大安市人），中华民国政治人物。

## 早年
吴焕章生于1902年（清朝光绪二十八年）。毕业于国立北京法政大学俄文法政学系，后来到苏联，入海参崴东方大学从事研究。

## 經歷
1928年，吴焕章任国民革命军第二集团军前敌政治部上校宣传大队大队长，上海《新东北报》、东北通讯社社长。1929年，任中国国民党中央执行委员会训练部民众训练处劳资仲裁股总干事，地方自治计划委员会委员。1930年，任中国国民党中央宣传部东北《民国日报》总编辑。1931年，任中国国民党黑龙江党务指导委员会书记长。1931年九一八事变后，吴焕章组织中国东北北部的民众帮马占山进行抗日斗争。
1935年，吴焕章出任立法院立法委员。1944年3月，任三民主义青年团黑龙江支团代表。1944年5月，兼任抗战损失调查委员会委员。1945年4月，被派为中国国民党第六次全国代表大会代表。1945年9月，任兴安省政府主席。1947年，任国民政府主席东北行辕政务委员会委员。1948年2月，兼任东北政务委员会委员，并出任行宪国民大会代表。同年4月，当选为国民大会主席团主席。

## 逝世
中华人民共和国成立前夕，吴焕章赴台湾，继续担任国民大会代表。1988年1月11日，吴焕章逝世。

## 著作
吴焕章早年喜书画，曾临摹唐寅、董其昌，作侍女人物独得妙趣。吴焕章著有《吴焕章政论集》以及多部回忆录。

## 荣誉
- 三等景星勋章（1946年1月1日批准[3]）